# Ivona Pavićević
Ivona Pavićević (født 21. april 1996 i Podgorica) er en kvindelig montenegrinsk håndboldspiller, som spiller for ŽRK Budućnost og det Montenegros kvindehåndboldlandshold.
Hun repræsenterede for første gang, Montenegro under VM i håndbold 2015 i Danmark.